# Démographie du Botswana
Cet article contient des statistiques sur la démographie du Botswana.

## Statistiques
La population du Botswana est estimée à 2 209 208 habitants en 2016 pour le CIA World Factbook, et était de 2 024 787 habitants d'après le recensement de 2011. 32,4 % de la population âgée de 0 à 14 ans, 63,47 % âgée entre 15 et 64 ans et 4,13 % de 65 ans ou plus. Le pays connaît une croissance de sa population de 1,19 % par an en 2016, avec un taux de natalité de 20,7 ‰, un taux de mortalité de 13,3 ‰, un taux de mortalité infantile de 8,6 ‰, une fécondité de 2,3 enfants par femme et un taux de migration de 4,5 ‰.

## Évolution de la population

Évolution démographique